# مورسنگ‌چشم تاج‌سیاه
مورسنگ‌چشم تاج‌سیاه یا مورسنگ‌چشم توسی غربی (نام علمی: Thamnophilus atrinucha) گونه‌ای از پرندگان خانواده مورچه‌مرغان است و از غرب اکوادور، غرب کلمبیا، غرب ونزوئلا و آمریکای مرکزی تا شمال بلیز یافت می‌شود.